# Čarobna frula – lutkarska adaptacija
Čarobnu frulu  adaptiralo je Zagrebačko kazalište lutaka u lutkarsku predstavu koja je premijerno prikazana 1. ožujka 2006. godine. Ova inačica Mozartove poznate opere "Čarobna frula" spaja lutkarstvo, žive glumce, glazbu i scenski spektakl. Ulogu kraljevića Tamina pjeva Tomislav Mužek, a ulogu Pamine sopranistica Valentina Fijačko.
Čarobna frula obilježena je odmakom od tradicije i višeslojnošću pristupa. Redatelj se Krešimir Dolenčić odlučio se za takozvane "guzovozne" lutke, što mu, između ostalog, omogućuje da glumci s vremena na vrijeme "izađu" iz svojih lutaka i postanu zasebni likovi. Polazište režije Krešimira Dolenčića bila je međuigra lutkara-glumca i njegove lutke. Premda su čitavo vrijeme svjesni da su dio opere, opetovano bivaju uvučeni natrag u radnju čak i kad bi radije pobjegli iz čarobne šume pune zmajeva i drugih čudesnih bića. U svojoj adaptaciji izvornog libreta Ana Tonković-Dolenčić izostavila je težak masonski simbolizam i naglasila komične aspekte te bajkovite priče. Zadana partitura tek je polazište za posve novu reinterpretaciju, u kojoj je od izvornika ostala tek glazbeno-dramaturška ljuštura. Skraćena radnja, koja traje tek nešto više od sat vremena, djeci je lako pratiti i služi kao savršen uvod u čaroban svijet opere.

## Sudjelovanje na festivalima
- Međunarodni festival komornog teatra ZLATNI LAV[2]
- 46. međunarodni dječji festival Šibenik[3]
- 39. PIF[4] - Željko Mavrović je osvojio nagradu za animaciju Sarastra[5]

- 8. mednarodni lutkovni festival Lutke 2006[6]

## Faktografija
- Bazirano prema operi W.A.Mozarta
- Prilagodba: Ana Tonković Dolenčić
- Režija: Krešimir Dolenčić
- Lutke i kostimi: Goran Lelas
- Scenografija: Dinka Jeričević
- Oblikovanje svjetla: Deni Šesnić
- Oblikovanje zvuka: Nenad Brkić, Mirko Gruber
- Priprema pjevača: Nina Cosetto
- Scenski pokret: Đurđa Kunej
- Glume: Boris Mirković, Maja Petrin, Tvrtko Jurić, Marina Kostelac, Matilda Sorić, Željko Mavrović, Danijela Čolić Prižmić, Maja Nekić, Branko Smiljanić
- Pjevaju: Tomislav Mužek, Valentina Fijačko, Ozren Bilušić, Ana Durlovski, Ante Jerkunica, Ivana Garaj, Danijela Pintar, Gordana Šeb, Ivo Gamulin
- Glazbenik: Mladen Ilić

## Recenzije
- Radio 101
- F.I.L.M. recenzija 39 PIF: Otvaranje i čarobna frula  Arhivirana inačica izvorne stranice od 30. rujna 2007. (Wayback Machine)
- Vjesnik[neaktivna poveznica]
- Zarez (175)  Arhivirana inačica izvorne stranice od 9. srpnja 2007. (Wayback Machine)

## Službene stranice kazališta
- Zagrebačko Kazalište lutaka